# Rino Anzi
Rino Anzi (Milano, 1910 – 1977) è stato un fumettista italiano creatore insieme a Giuseppe Caregaro dei personaggi di Cucciolo e Beppe.

## Biografia
Realizzò la serie a fumetti per bambini Chico Cochi, pubblicata sul Corriere dei Piccoli. Insieme allo scrittore ed editore Giuseppe Caregaro ideò nel 1940 la fortunata serie di fumetti per bambini di Cucciolo e Beppe che continuò a realizzare fino al 1952, passandolo a Giorgio Rebuffi. Durante gli anni cinquanta realizzò alcune storie a fumetti con personaggi della Disney e realizzò le illustrazioni per una edizione di Pinocchio; si trasferì poi a Parigi per lavorare come artista commerciale.